# 埃斯普里·维克多·博尼费斯·德·卡斯特拉内

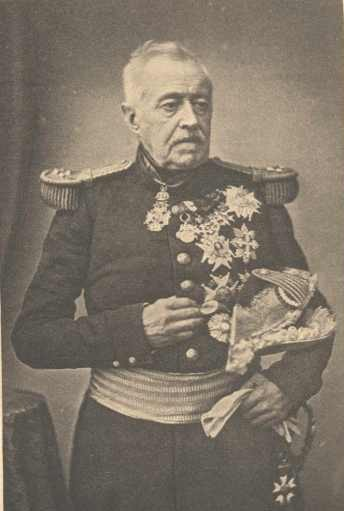
埃斯普里·维克多·伊丽莎白·博尼费斯·德·卡斯特拉内

埃斯普里·维克多·伊丽莎白·博尼费斯·德·卡斯特拉内，卡斯特拉内侯爵（Esprit Victor Elisabeth Boniface de Castellane, Marquis de Castellane） (1788年3月21日——1862年9月16日) 法国元帅。

## 第一帝国
卡斯特拉内进入法国军队的当天，是拿破仑一世(1804年12月2日)加冕礼，作为一个现役士兵在第五轻步兵团服役。1806年2月2日他被提升为第七龙骑兵团中尉。同月他被调到在那不勒斯王国的第24龙骑兵团。
1808年卡斯特拉内作为乔治·穆东将军的副官到西班牙，1809年跟随拿破仑到德国，参加了阿本斯贝格、Eckmühl、 Ratisbon、阿斯佩恩-艾斯林和瓦格拉姆的战役。1810年他提升为上尉，继续担任穆东的副官，进入俄罗斯，参加维捷布斯克、斯摩棱斯克和博罗季诺战役。
1812年10月他担任纳博讷将军的副官，参加Krasnoi战役，渡过别列津纳河，提升为少校。1813年6月负责指挥Garde d'Honneur第一团，在德累斯顿作战。
1822年卡斯特拉内担任皇家轻骑兵护卫团团长，1823年在西班牙服役，1824年晋升为少将（maréchal de camp)，1827年被召回。1829年任步兵督察长。后在比利时指挥第二师第一旅，1832年参加安特卫普的围攻。1833年晋升为中将，任东比利牛斯军团司令官，1835年任第21军团司令官，1837年被封为法国贵族，调到阿尔及利亚任总监察长。1838年重新回到比利牛斯军团。
1850年2月卡斯特拉内负责指挥波尔多的第42军团，随后兼任南特和雷恩的第44和45军团。同年晚些时候转任里昂的第6军团。1852年1月，他被任命为参议员，当年12月他获得帝国元帅头衔。